# Johannes Hendricus Jurres

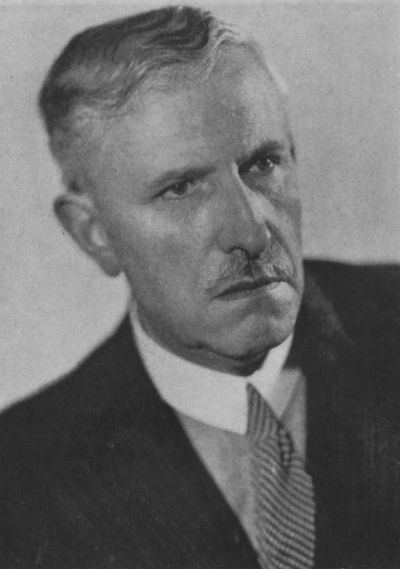
Johannes Hendricus Jurres, 1931

Johannes Hendricus Jurres (Leeuwarden, 17 januari 1875 – Amsterdam, 2 augustus 1946) was een Nederlands romantisch schilder.
Hij was zoon van kleermaker Hendricus Jurres en Christina Geertruida van der Veer. Hijzelf trouwde in 1911 te Nice met Madeleine Guillouard. Een van hun zonen André Jurres werd pianist en bestuurder in de muziekwereld.
Tijdens zijn loopbaan woonde en werkte Jurres in Amsterdam en maakte reizen naar Italië, Zwitserland en Spanje, waar hij enige tijd verbleef en werkte. Zijn eerste opleiding genoot hij aan de Rijksschool voor Kunstnijverheid te Amsterdam en daarna de Rijksakademie aldaar. Zijn totale oeuvre omvatte olieverven, aquarellen, tekeningen, etsen en lithografieën. In 1921 werd hij benoemd tot hoogleraar aan de Rijksacademie te Amsterdam. Hij was lid van Arti et Amicitiae te Amsterdam. Momenteel is er werk van hem in het Fries Museum (Leeuwarden), het Dordrechts Museum en het Singer te Laren (Noord-Holland).
Kenmerkend voor Jurres is dat hij zijn heil en toevlucht zocht in het verleden, maar dat wel op een typisch 19e-eeuwse wijze gestalte heeft gegeven. Begin 20e eeuw was er duidelijk sprake van een opkomend historisch bewustzijn en genoot Jurres een zekere waardering. Later werd Jurres lange tijd als oninteressant en ouderwets afgedaan. Huidige critici zijn milder in hun oordeel. Mede dankzij een aantal tentoonstellingen aan het eind van de 20e eeuw heeft Jurres een lichte rehabilitatie gekregen.
Jurres greep terug op Bijbelse voorstellingen of hoogtepunten uit de wereldliteratuur, zoals de "Don Quichot" van Miguel de Cervantes. Hij koos voor zijn historieschilderijen de meest dramatische momenten en versterkte de dramatiek door donkere kleuren te gebruiken en te werken met enigszins losse verfstreken.
Johannes Hendricus Jurres stierf op 71-jarige leeftijd te Amsterdam. 

## Leerlingen
Tot de leerlingen van Jurres behoorden: 
- Hubert van Lith (1908-1977)
- Gerard Westermann (1880-1971)
- Willem Hofhuizen (1915–1986)
- Jaap Min (1914–1987)
- Anton Rovers (1921-2003)
- Abraham Fresco (1903-1942)
- W.G. van de Hulst jr. (1917-2006)

## Afbeeldingen

De Munttoren te Amsterdam
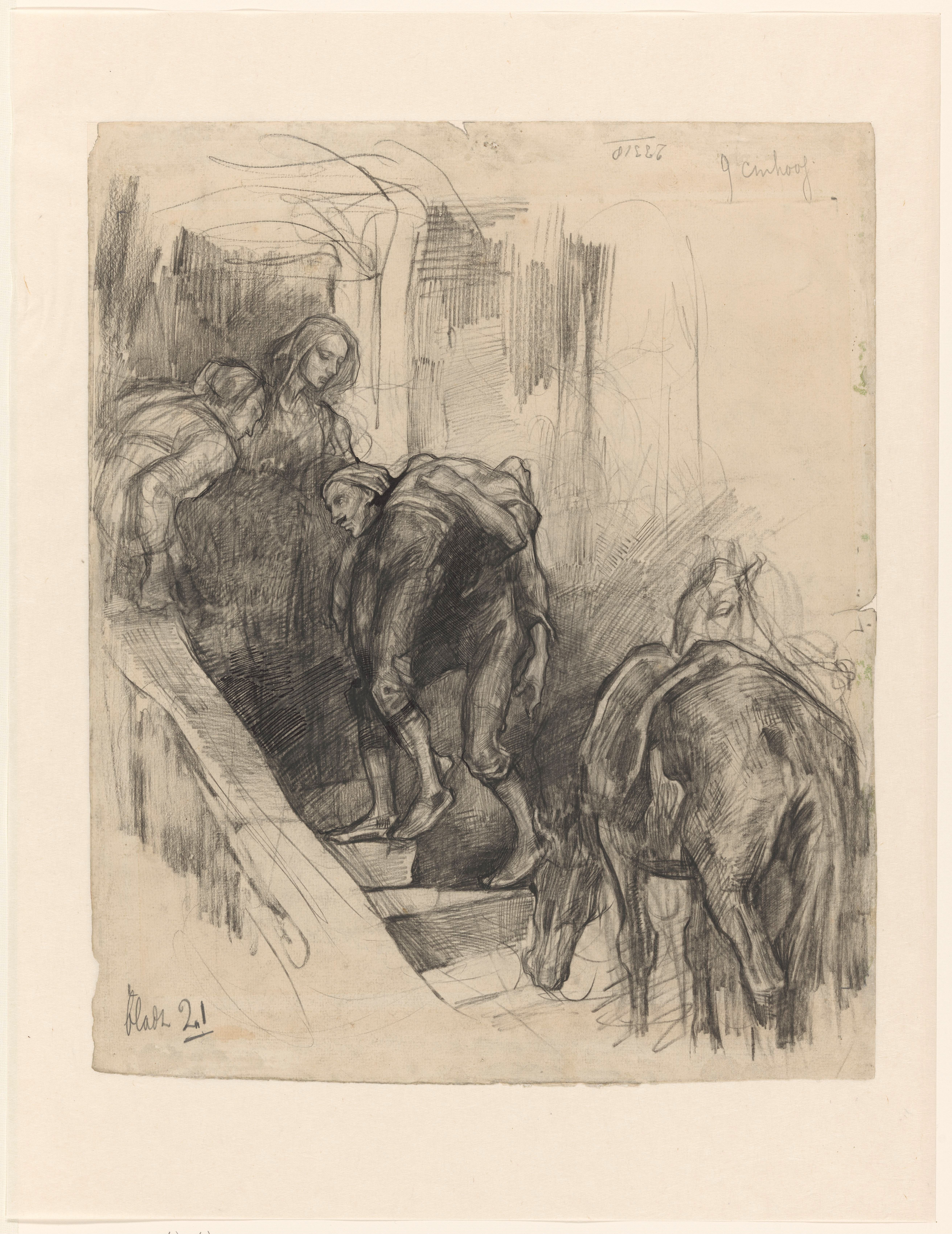
Episode uit de Barmhartige Samaritaan
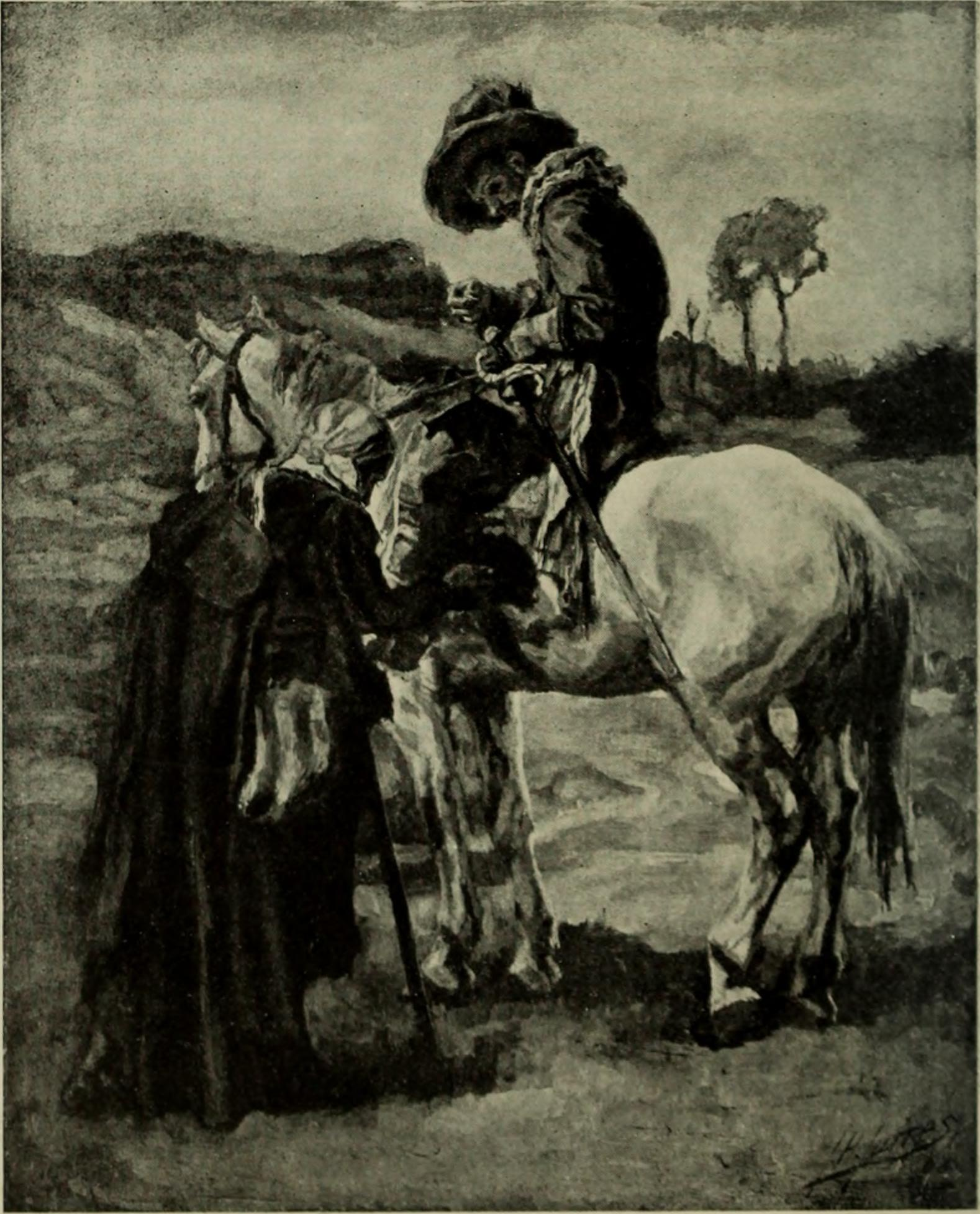
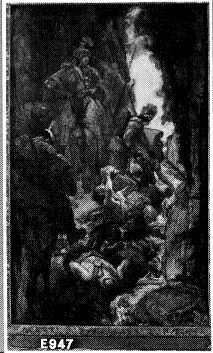
Scene uit een gevecht met Don Quichotte

## Links
- Biografische gegevens bij het RKD-Nederlands Instituut voor Kunstgeschiedenis

- Biografisch Portaal: 12388761
- Digitale Bibliotheek voor de Nederlandse Letteren: jurr004
- Gemeinsame Normdatei: 1038241006
- International Standard Name Identifier: 0000 0003 9484 0264
- Nederlandse Thesaurus van Auteursnamen: 070271070
- RKD-Nederlands Instituut voor Kunstgeschiedenis: 43140
- Union List of Artist Names: 500018320
- Virtual International Authority File: 289414427
- WorldCat: E39PBJwXcMjvb94F4P6XTdGmBP